# Myszoskok
Myszoskok (Eozapus) – rodzaj ssaków z rodziny skoczomyszek (Zapodidae).

## Zasięg występowania
Rodzaj obejmuje gatunki występujący endemicznie w Chińskiej Republice Ludowej.

## Morfologia
Długość ciała (bez ogona) 65–100 mm, długość ogona 115–144 mm; masa ciała 15–20 g.

## Systematyka
Rodzaj zdefiniował w 1899 roku amerykański przyrodnik Edward Alexander Preble w artykule zatytułowanym Rewizja myszoskoczków z rodzaju Zapus, opublikowanego w czasopiśmie „North American Fauna”. Gatunkiem typowym jest (oryginalne oznaczenie) myszoskok górski (E. setchuanus). 

### Etymologia
- Eozapus: gr. εως eōs lub ηως ēōs ‘świt’; rodzaj Zapus Coues, 1875 (skoczomyszka)[8].
- Protozapus: gr. πρωτος prōtos ‘pierwszy, przed’; rodzaj Zapus Coues, 1875 (skoczomyszka)[2]. Gatunek typowy (oryginalne oznaczenie): †Protozapus intermedius Bachmayer & R.E. Wilson, 1970

### Podział systematyczny
Do rodzaju należą następujące występujące współcześnie gatunki:
| Grafika | Gatunek               | Autor i rok opisu                           | Nazwa zwyczajowa | Podgatunki         | Rozmieszczenie geograficzne                                                              | Podstawowe wymiary                            | Status IUCN |
| ------- | --------------------- | ------------------------------------------- | ---------------- | ------------------ | ---------------------------------------------------------------------------------------- | --------------------------------------------- | ----------- |
|         | Eozapus setchuanus    | (de Pousargues, 1896)                       | myszoskok górski | gatunek monotypowy | Qinghai, Gansu, Syczuan i północno-zachodni Junnan; zakres wysokości: 1780–4000 m n.p.m. | DC: 7–10 cm DO: 11,5–14,4 cm MC: 15–20 g      | LC          |
|         | Eozapus vicinus       | (O. Thomas, 1912)                           |                  | gatunek monotypowy | Syczuan, Gansu, Ningxia i Shaanxi                                                        | DC: 7–10 cm DO: 11,5–14,4 cm MC: 15–20 g      | NE          |
|         | Eozapus wanglangensis | Yang Siyu, Liu Shaoying & Chen Shunde, 2025 |                  | gatunek monotypowy | znany tylko z miejsca typowego w Syczuanie; zakres wysokości: 1800–3100 m n.p.m.         | DC: 6,5–7,8 cm DO: 12–13,2 cm MC: brak danych | NE          |

Kategorie IUCN:  LC  – gatunek najmniejszej troski;  NE  – gatunki niepoddane jeszcze ocenie.
Opisano również gatunki wymarłe:
- Eozapus intermedius (Bachmayer & R.W. Wilson, 1970)[12] (Austria; pliocen)
- Eozapus major Qiu Zhuding & Li Qiang, 2016[13] (Chińska Republika Ludowa; miocen)
- Eozapus prosimilis Lopatin & Zazhigin, 2000[14] (Mongolia; miocen)
- Eozapus similis Fahlbusch, 1992[15] (Chińska Republika Ludowa; miocen).